# کیدیرا
کیدیرا (به لاتین: Kidira) یک منطقهٔ مسکونی در سنگال است که در بخش باکل واقع شده‌است. کیدیرا ۱۰٬۰۶۵ نفر جمعیت دارد.